# Rafflesia tuan-mudae
Rafflesia tuan-mudae är en tvåhjärtbladig växtart som beskrevs av Odoardo Beccari. Rafflesia tuan-mudae ingår i släktet Rafflesia, och familjen Rafflesiaceae. Inga underarter finns listade i Catalogue of Life.